# Marian Wodziński

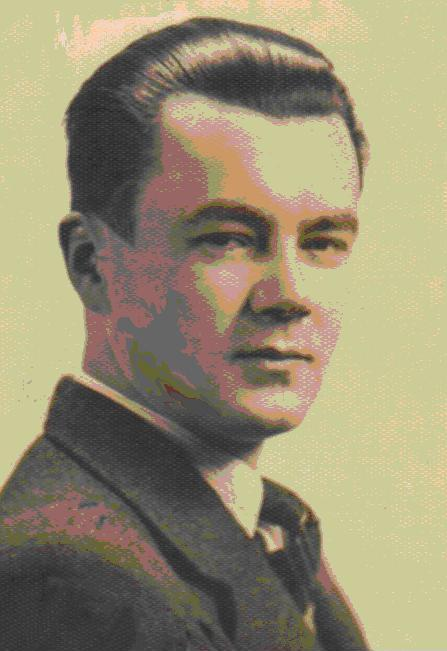
Marian Wodziński

Marian Wodziński (* 8. Mai 1911 in Tarnów; † 21. Juli 1986 in Liverpool) war ein polnischer Gerichtsmediziner. Im Frühjahr 1943 leitete er im Auftrag der deutschen Besatzungsbehörden in Absprache mit dem Polnischen Roten Kreuz (PCK) eine Gruppe polnischer Mediziner, die die Opfer des Massakers von Katyn exhumierten.

## Leben
Wodziński entstammte einer adligen Familie (Szlachta). Sein Vater leitete ein Schatzamt in Krakau. Er studierte an der Jagiellonen-Universität Medizin, 1936 erhielt er nach dem Staatsexamen die Approbation als Arzt. Er fand eine erste Anstellung am Institut für Gerichtsmedizin, dort verfasste er auch seine Dissertation.
Unter der deutschen Besatzung schloss er sich einer Widerstandsgruppe an, die in der Heimatarmee (AK) aufging. Nach der Befreiung Krakaus durch die Rote Armee im Januar 1945 sah sich er als Angehöriger des antikommunistischen Widerstands zunehmendem Druck durch die Geheimpolizei UB sowie den sowjetischen Geheimdienst NKWD ausgesetzt. Im Dezember 1945 konnte er das Land heimlich verlassen.
Wie Tausende von Angehörigen der polnischen Streitkräfte, die unter britischem Oberbefehl im Krieg gegen die Wehrmacht gekämpft hatten und nicht in ihre sowjetisch besetzte  Heimat zurückkehren wollten, ließ er sich in Großbritannien nieder. Er heiratete eine ebenfalls emigrierte Polin und praktizierte in Liverpool als Arzt. Er kehrte nie nach Polen zurück. Seine Angehörigen ließen seine Urne auf einem Friedhof seiner Geburtsstadt Tarnów beisetzen.

## Rolle in der Causa Katyn
Im April 1943 entsandte das Polnische Rote Kreuz auf Druck der deutschen Besatzungsbehörden eine Delegation von Gerichtsmedizinern zur Untersuchung der Toten aus den Massengräbern im Wald von Katyn. PCK-Generalsekretär Kazimierz Skarżyński gewann den erst 32 Jahre alten Universitätsassistenten Wodziński für die so genannte „Technische Kommission“. Dieser schlug für die Leitung den im Konzentrationslager Auschwitz I inhaftierten Medizinprofessor Jan Olbrycht vor, doch lehnte dies das Reichsministerium für Volksaufklärung und Propaganda in Berlin, das die Katyn-Kampagne des NS-Regimes koordinierte, entschieden ab.
Wodziński arbeitete vom 27. April bis 8. Juni 1943 an den Massengräbern von Katyn, länger als jedes andere Mitglied der Technischen Kommission, und übernahm deren Leitung. Die polnischen Mediziner identifizierten insgesamt 2800 der rund 4400 Leichen in den Massengräbern. Unter den Toten fand er einen Verwandten seines Schwagers, der Leibarzt des verstorbenen Staatschefs Józef Piłsudski gewesen war. Wodziński erstellte eine präzise Liste über die genaue Lage und Reihenfolge der obduzierten und namentlich identifizierten Opfer.
Nach Einstellung der Arbeiten aufgrund des infernalischen Gestankes in den sommerlichen Temperaturen am 7. Juni 1943 dankte Wodziński ausdrücklich der deutschen Seite um Professor Gerhard Buhtz für die Hilfe bei der Identifizierung der Opfer. Nach seiner Rückkehr in das besetzte Polen verfasste er einen Bericht, den die AK an die Polnische Exilregierung nach London funkte. Der Bericht ging auf die Frage der Täterschaft nicht ein, stellte aber fest, dass die jüngsten der bei den Toten gefundenen Dokumente wie Zeitungen und Briefe vom Frühjahr 1940 stammten.  In der unter deutscher Kontrolle herausgegebenen Tageszeitung „Goniec Krakowski“ erschien ein Interview mit Wodziński, in dem er die Sowjets des Verbrechens beschuldigte; doch berichtete dieser unverzüglich der AK, dass er ein derartiges Interview nicht gegeben habe, es handle sich um eine Fälschung im Auftrag der Deutschen.
Nach dem Abzug der deutschen Besatzer im Januar 1945 suchte das NKWD nach Wodziński, im März verhaftete es ihn. Doch dank einer Intervention des Rektorats der Jagiellonen-Universität kam er frei. Wodziński befürchtete jedoch seine erneute Verhaftung und versteckte sich. In der Tat ließ die kommunistisch kontrollierte Staatsanwaltschaft ihn im Juli 1945 steckbrieflich suchen. Auch das NKWD unternahm große Anstrengungen, seiner habhaft zu werden, es sah ihn als Schlüsselfigur für die Moskauer Katyn-Kampagne, nach der die Deutschen die Täter waren. Ein sowjetischer General sagte einem polnischen Zeitzeugen zufolge: „Dieser Mann kann uns für zehn Jahre mit einem dummen Artikel oder einem Buch die internationale Politik verderben.“
Über die Tschechoslowakei floh er im Dezember 1945 nach Österreich, von wo er über Italien und Frankreich nach London weiterreiste. Dort verfasste er einen weiteren ausführlichen Bericht über die Tätigkeit der Technischen Kommission in Katyn. Der Bericht floss in das 1948 von General Władysław Anders herausgegebene polnische Weißbuch über den Massenmord ein, das auch ins Englische übersetzt wurde. Seinen Katyn-Bericht analysierte das Foreign Office in London, es kam aber zu keiner eindeutigen Bewertung, wie aus der vom Historiker Rohan D’Olier Butler verfassten Denkschrift über die Haltung der britischen Regierung zur Causa Katyn (Butler-Memorandum) hervorgeht.
Die von Wodziński 1943 erstellte Liste über die Lage der einzelnen Opfer wurde 1990 wichtigstes Indiz bei der Rekonstruktion der Ereignisse durch die russische Historikerin Natalja Lebedewa, die auf die Dokumente über den Transport der polnischen Kriegsgefangenen aus dem Lager Koselsk nach Katyn gestoßen war: Ihre Reihenfolge bei den Transporten entsprach exakt der Reihenfolge in den Gräbern.